# Bettye LaVette
Bettye LaVette (Muskegon, 29 de janeiro de 1946) é uma cantora e compositora norte-americana de soul.

## Carreira
Gravou seu primeiro disco aos dezesseis anos, mas alcançou fama apenas intermitente até 2005, quando seu álbum I've Got My Own Hell to Raise foi lançado com ampla aclamação da crítica e foi nomeado em muitas listas de "Melhores de 2005" de muitos críticos. Seu próximo álbum, The Scene of the Crime, estreou em primeiro lugar na Billboard 's Top Blues Albums chart e foi indicado para Melhor Álbum de Blues Contemporâneo no Grammy Awards de 2008.

O estilo musical eclético de LaVette combina elementos de soul, blues, rock and roll, funk, gospel e música country. Em 2020, ela foi introduzida no Blues Hall of Fame.